# Perejasław
Perejasław (ukr. Переяслав, w l. 1943–2019 Perejasław Chmielnicki – ukr.  Переяслав-Хмельницький) – miasto w obwodzie kijowskim, w rejonie boryspolskim na Ukrainie, niedaleko Kijowa, nad rzeką Trubiż (dopływem Dniepru), ok. 27 tys. mieszkańców, liczne zabytki cerkiewne i cytadela. Do 2020 roku stolica rejonu perejesławskiego.

## Historia
Początki grodu datowane są na X wiek – wspomniany jest w 911 roku w latopisie „Powieść minionych lat”. Włodzimierz Wielki zbudował w nim drewniano-ziemną fortyfikację dla ochrony południowych granic Rusi przed najazdami Połowców. W latach 991–1035 mieściła się tam prawosławna metropolia kościelna, przeniesiona następnie do Kijowa. Perejasław był siedzibą metropolity również w latach 1054–1279, 1698–1803 i od 1923 r. W czasie rozbicia dzielnicowego od połowy XI w. był stolicą ruskiego księstwa perejasławskiego. W 1239 r. został zniszczony przez Tatarów.
W XIV w. miasto zostało przyłączone do Wielkiego Księstwa Litewskiego, a po 1569 r. do Korony. W 1585 roku król Polski nadał Perejesławowi prawa miejskie magdeburskie. Wiosną 1592 roku spalone przez Kozaków podczas Powstania Kosińskiego. W 1630 r. wojska hetmana polnego koronnego Stanisława Koniecpolskiego oblegały zbuntowanych Kozaków pod dowództwem Tarasa Fedorowicza (powstanie Fedorowicza). Nieudane oblężenie zakończyło się podpisaniem tzw. ugody perejasławskiej, która podnosiła rejestr Kozaków do 8 tysięcy i zabraniała im wypraw na ziemie tureckie. W 1635 roku starosta Łukasz Żółkiewski umieścił w Pejeresławiu jezuitów. W lutym 1649 w Perejasławiu toczyły się rokowania pokojowe między Bohdanem Chmielnickim a wojewodą Adamem Kisielem, które nie przyniosły porozumienia między Kozakami a Rzecząpospolitą. W styczniu 1654 do Perejasławia przybył wysłannik cara Rosji Aleksego, Wasyl Buturlin, z którym Chmielnicki zawarł ugodę perejasławską. Na jej mocy hetman kozacki złożył przysięgę uległości, włączając Ukrainę do Rosji.
Był miastem królewskim Rzeczypospolitej Obojga Narodów. Perejasław położony był w pierwszej połowie XVII wieku w starostwie perejasławskim w województwie kijowskim.
W latach 1943–2019 miasto nosiło nazwę Perejasław Chmielnicki.
Do znanych postaci urodzonych w mieście należy Szolem Alejchem, pisarz żydowski.

## Zabytki
- muzeum (skansen) architektury ludowej i życia Środkowego Naddnieprza m.in. z pięcioma drewnianymi cerkwiami, wiatrakami, domami
- monaster Wniebowstąpienia Pańskiego (Woznieseński) z 1696 roku
  - kolegium z 1757 roku
  - dzwonnica barokowa z lat 1770–1776
- monaster Michajłowski
  - cerkiew św. Michała z XVIII w.
- Sobór Uspieński z 1898 r., ceglany
- zamek
- Cerkiew śś. Borysa i Gleba z 1839 roku, klasycystyczna
- cerkiew św. Trójcy

## Muzea
- skansen – muzeum architektury ludowej
- Muzeum archeologiczne
- Muzeum architektury Rusi Kijowskiej
- Muzeum Skoworody
- Muzeum Kultury Trypolskiej
- Muzeum roślin leczniczych
- Muzeum pisarza Szolem-Alejchema
- Muzeum poczty
- Muzeum historii filozofii
- Muzeum Nikołaja Benardosa

## Urodzeni
- Szolem Alejchem – pisarz żydowski, jeden z klasyków literatury jidysz

## Galeria

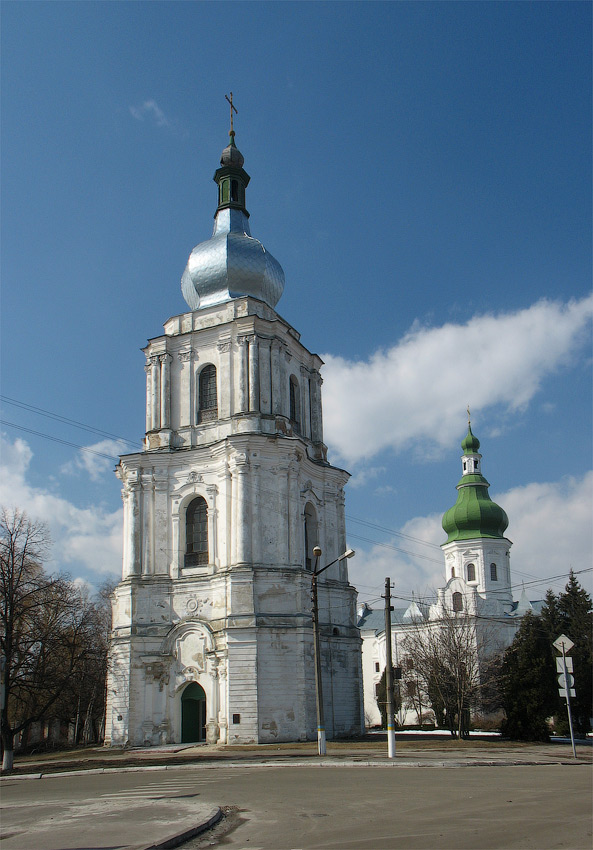
Cerkiew Woznieseńska
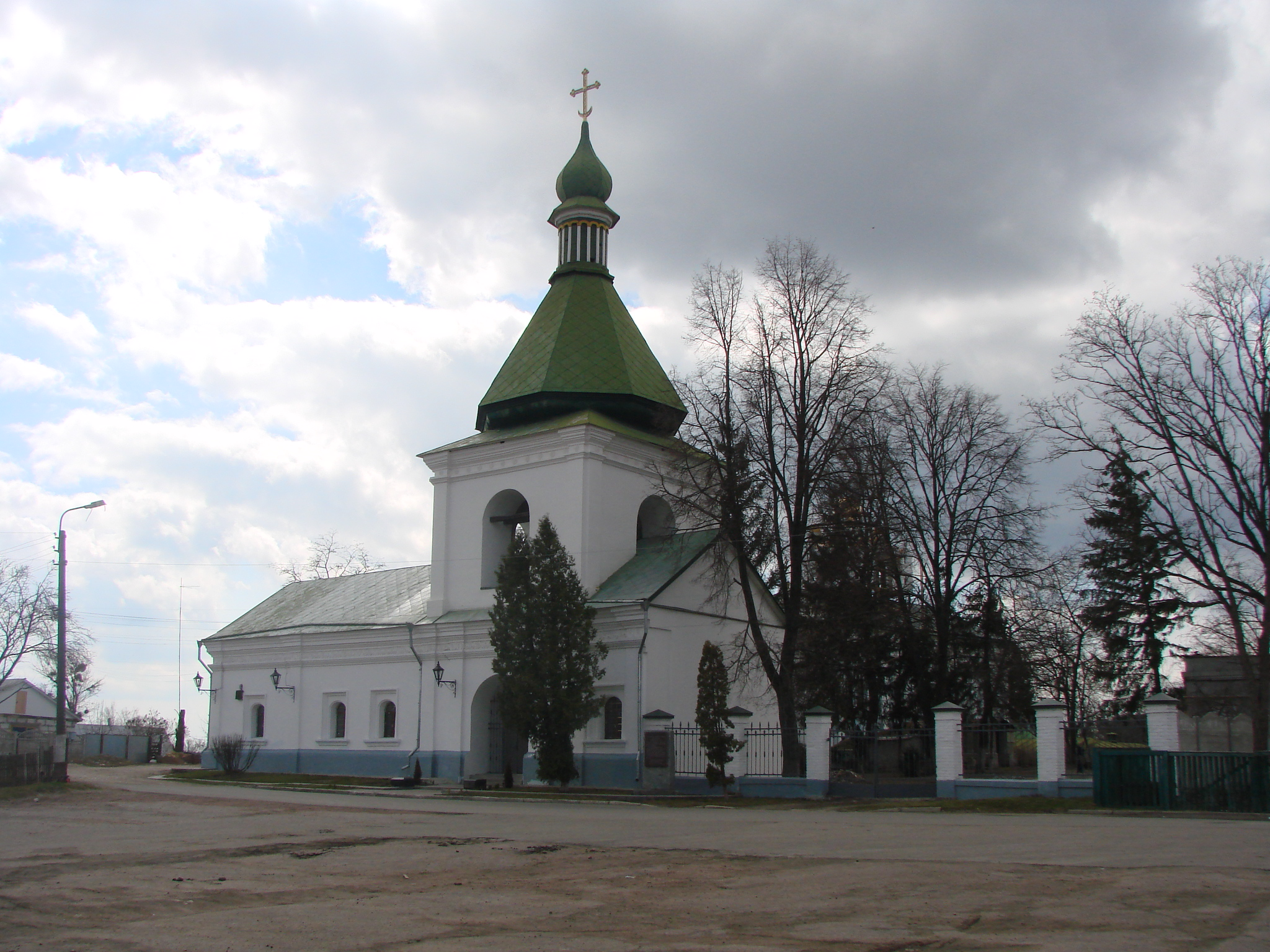
Cerkiew św. Michała
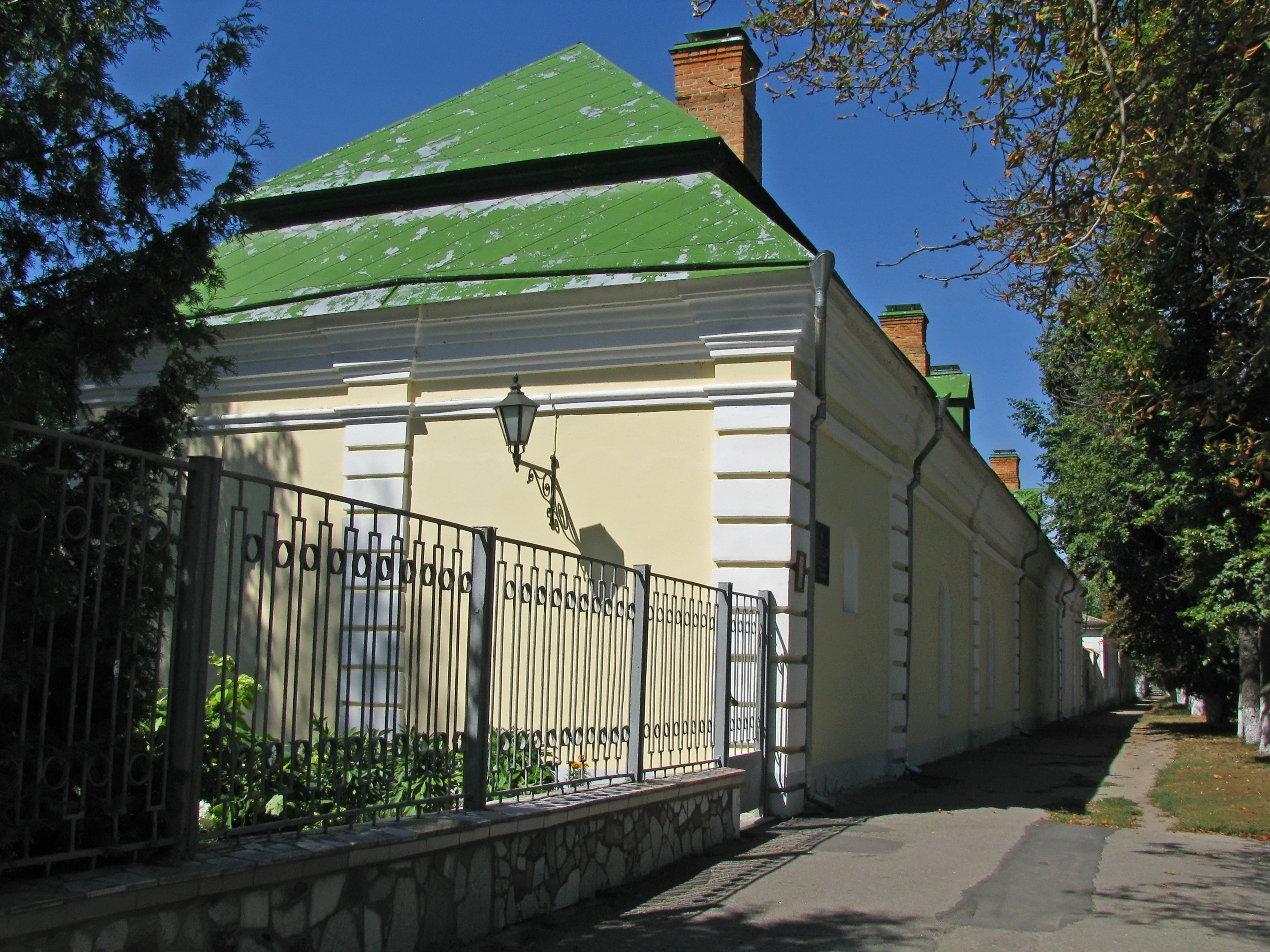
Kolegium z XVIII wieku
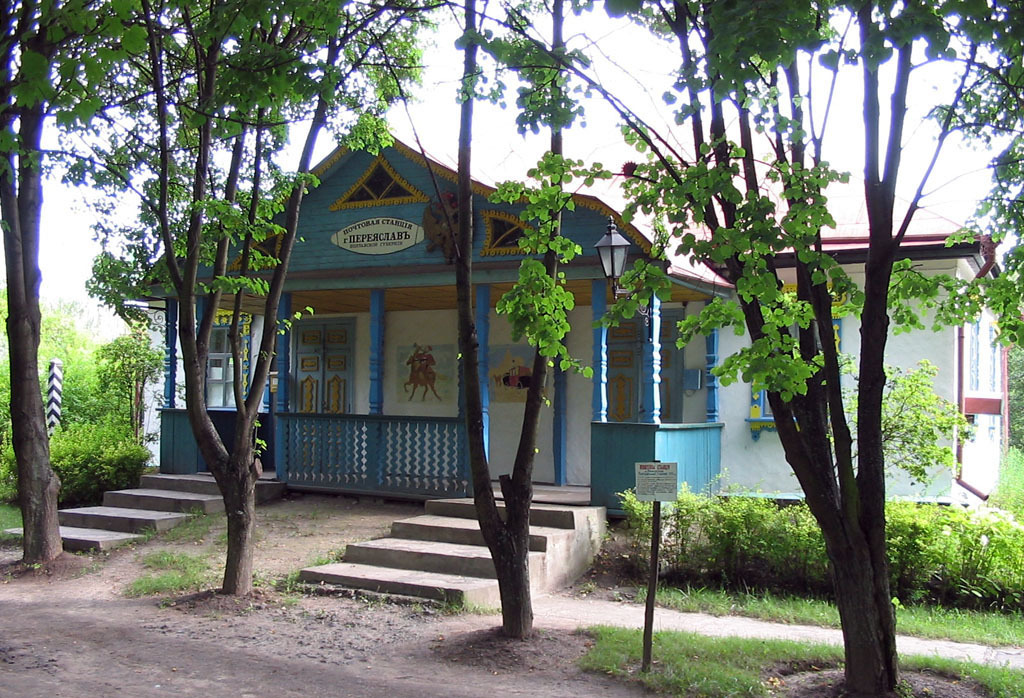
Zabytkowa poczta
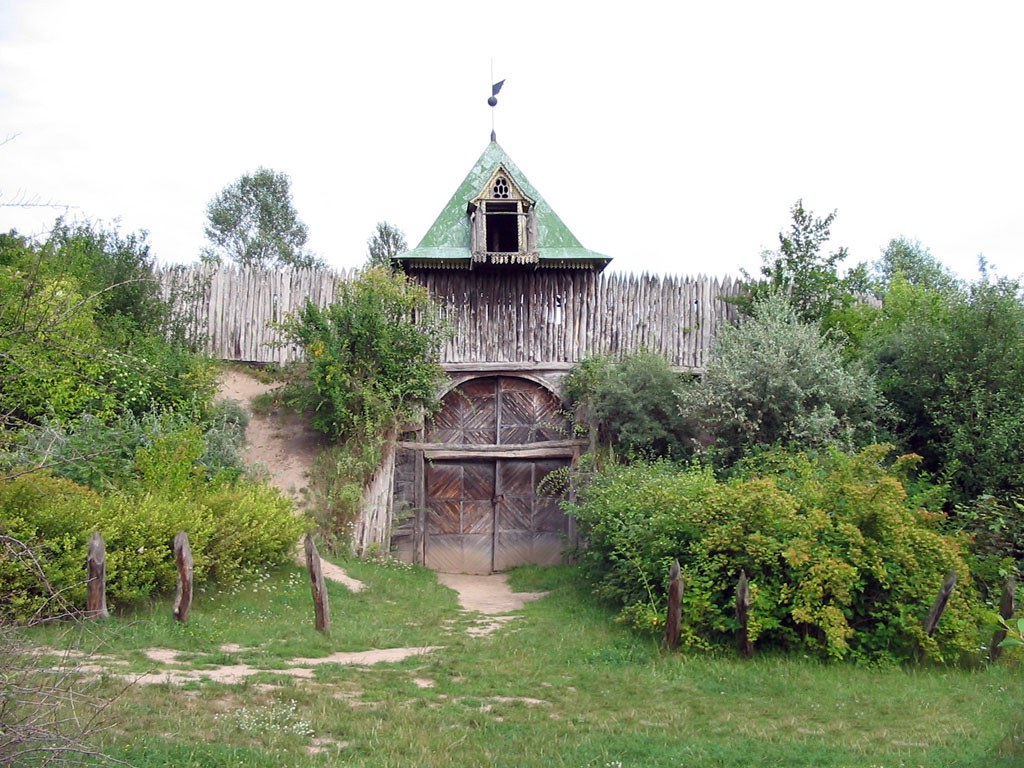
Rekonstrukcja stanicy kozackiej
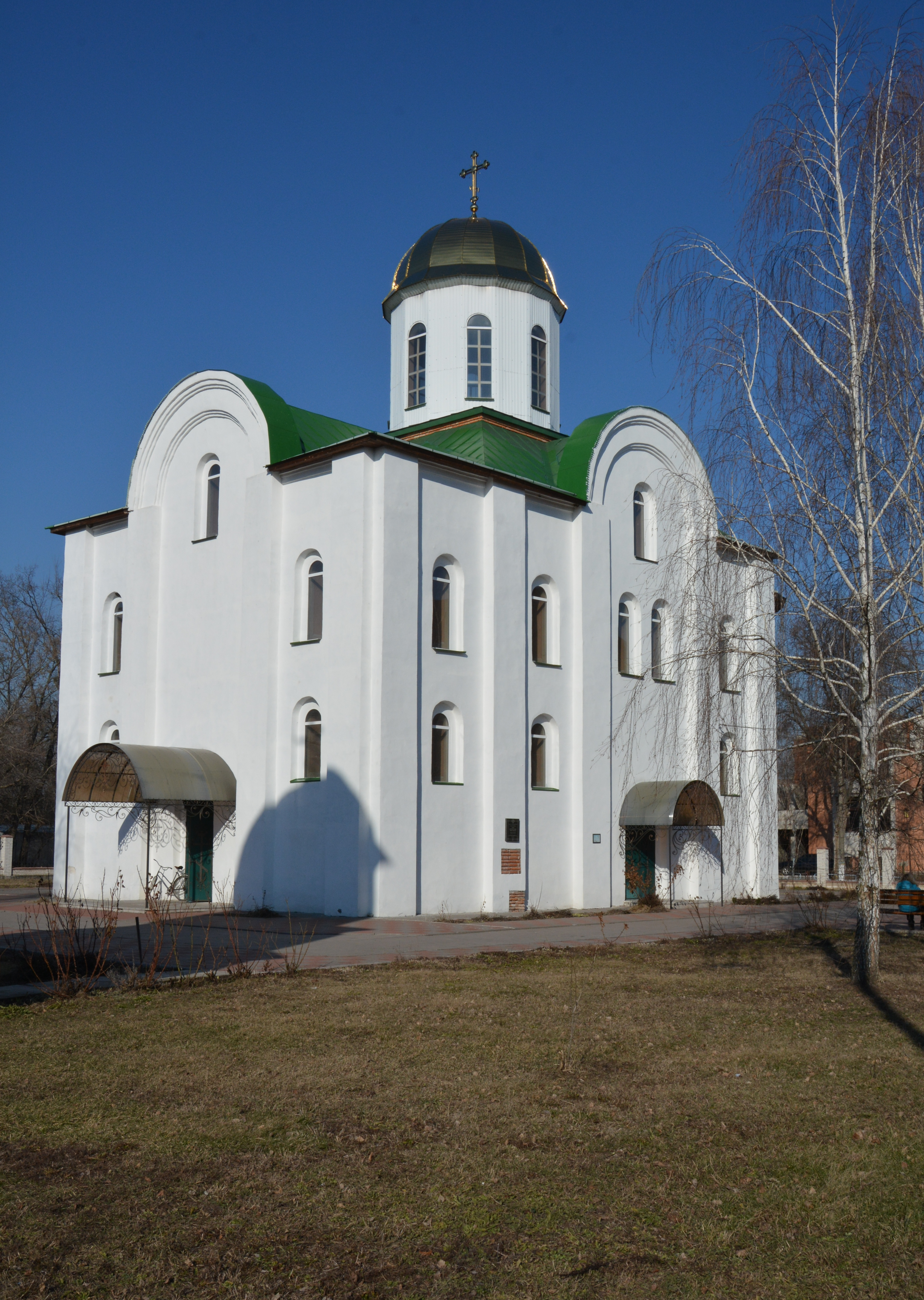
Cerkiew
Herb Perejasławia (1620)
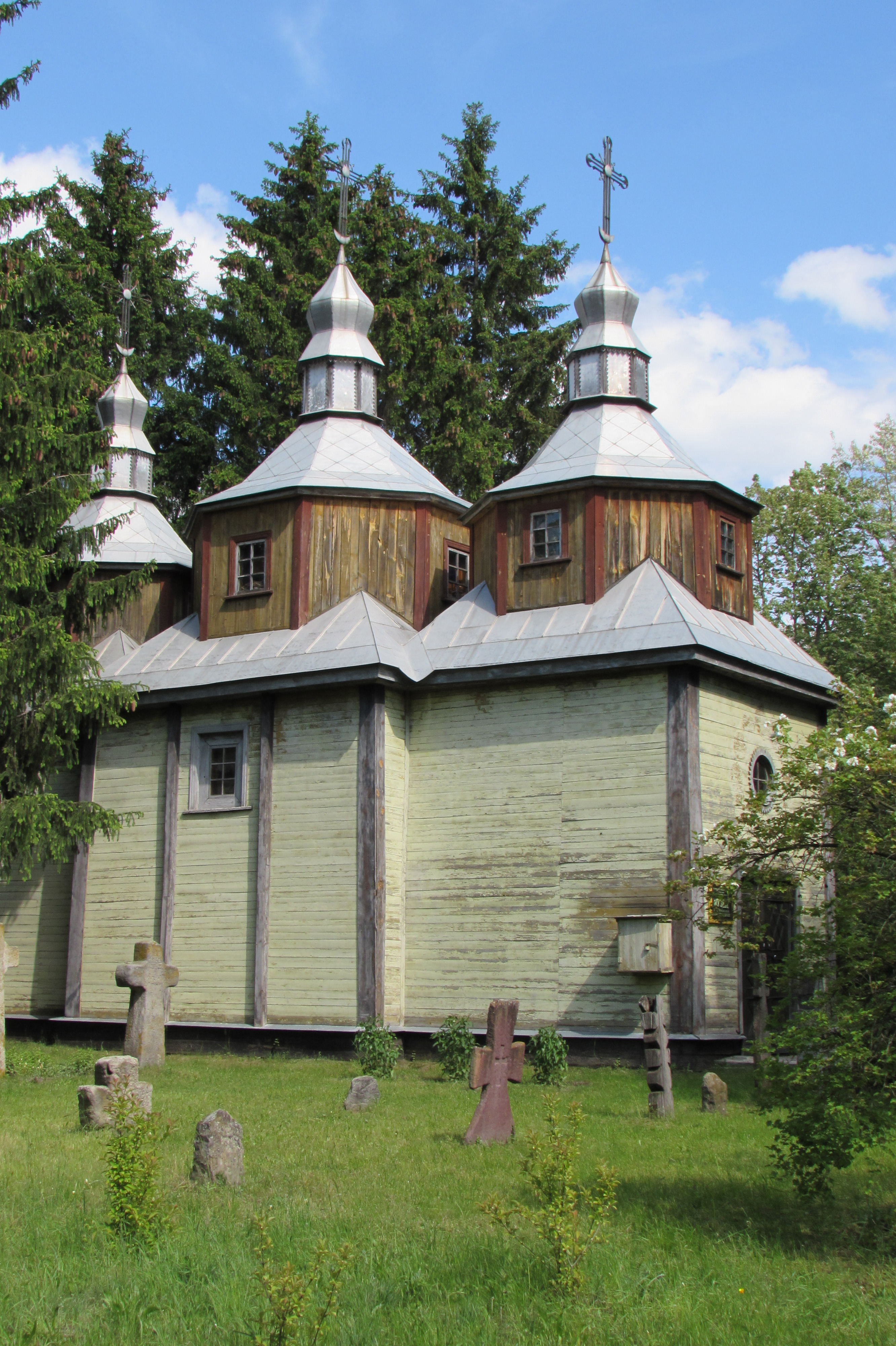
Cerkiew Pokrowska w skansenie
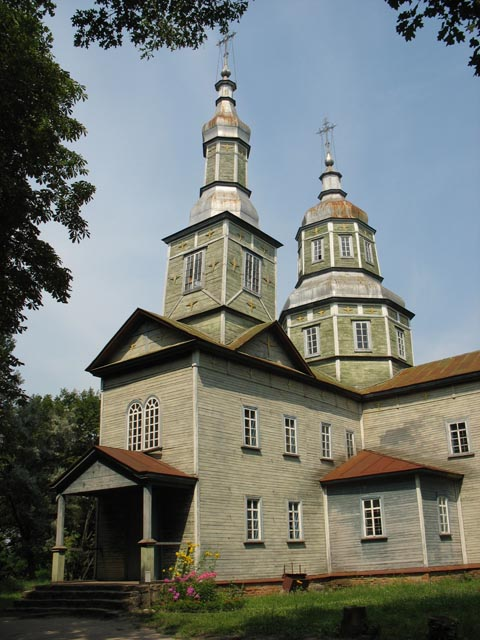
Cerkiew św. Grzegorza w Skansenie
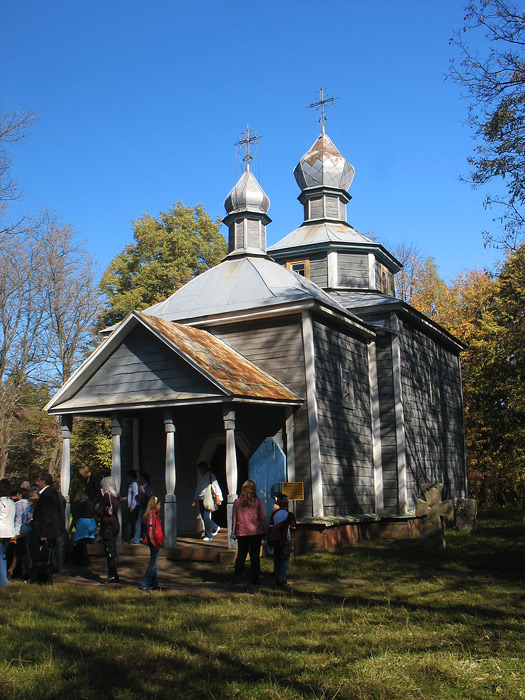
Cerkiew w skansenie
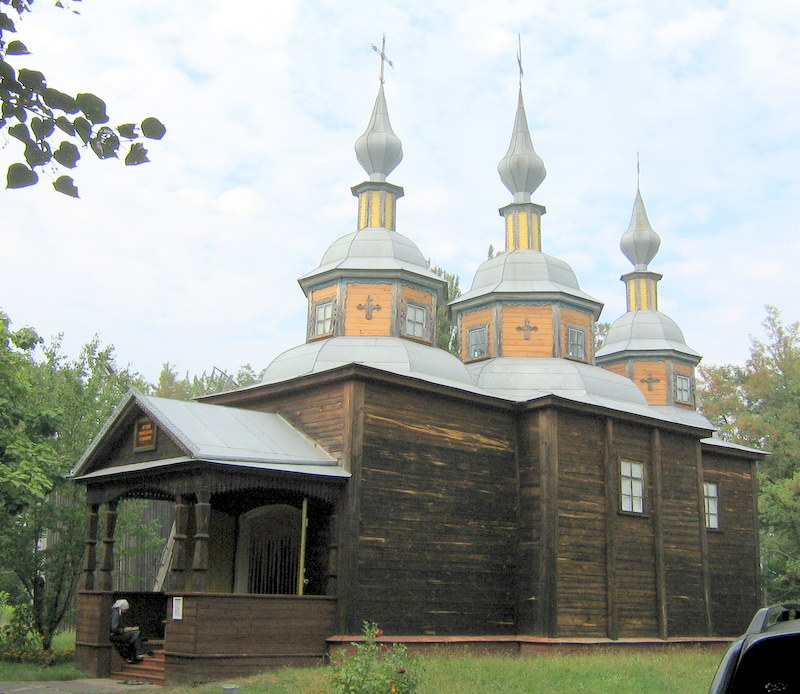
Cerkiew w Skansenie

## Miasta partnerskie
- Koczani, Macedonia Północna